# Rayong

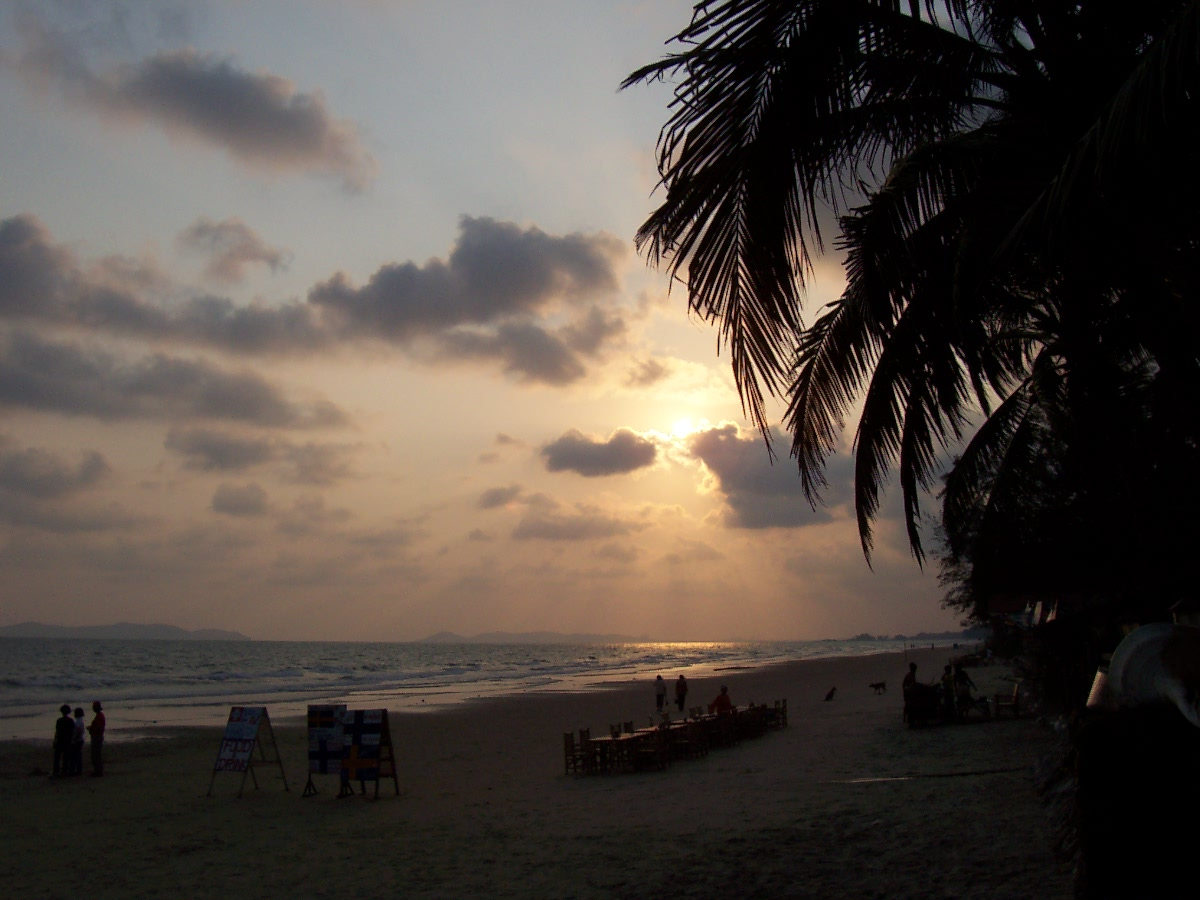
Fotografia da praia de Rayong, Tailândia.

Rayong é uma cidade da Tailândia localizada no golfo da Tailândia.